# Дручинина, Татьяна Рудольфовна
Татьяна Рудольфовна Дручинина (18 апреля 1969, Омск, РСФСР, СССР) — советская гимнастка. Чемпионка мира по художественной гимнастике в индивидуальном многоборье. Заслуженный мастер спорта СССР. Заслуженный тренер России (2010).

## Биография
После завершения карьеры гимнастки Татьяна Дручинина переехала в Санкт-Петербург, где долгое время танцевала в Театре танца Якобсона. Затем, выйдя замуж за известного фигуриста, двукратного олимпийского чемпиона в парном катании Артура Дмитриева, переехала с ним в США, где освоила профессию тренера-хореографа в фигурном катании. Ставила программы Елене Бережной и Антону Сихарулидзе, Татьяне Навке и Роману Костомарову.
По возвращении в Россию работает хореографом в группе Тамары Николаевны Москвиной. В мире фигурного катания у Татьяны Дручининой высокий рейтинг.
C двукратным олимпийским чемпионом по фигурному катанию Артуром Дмитриевым Татьяна разведена с 2006 года. Сын — Артур (род. 1992) занимается одиночным фигурным катанием, представлял Россию в международных соревнованиях на юниорском уровне.

## Спортивные результаты
- 1984 Кубок Интервидения (юниоры) — 1-е место — индивидуальное многоборье.
- 1984 Чемпионат СССР — 1-е место — упражнения без предмета.
- 1985 Чемпионат СССР — 1-е место — лента, булавы.
- 1986 Игры доброй воли — 1-е место — индивидуальное многоборье.
- 1987 Чемпионат СССР — 1-е место — индивидуальное многоборье.
- 1987 Чемпионат мира — 1-е место — лента; 3-е место — булавы, индивидуальное многоборье.
- 1988 Чемпионат СССР — 3-е место — индивидуальное многоборье.